# Pacifique lodge

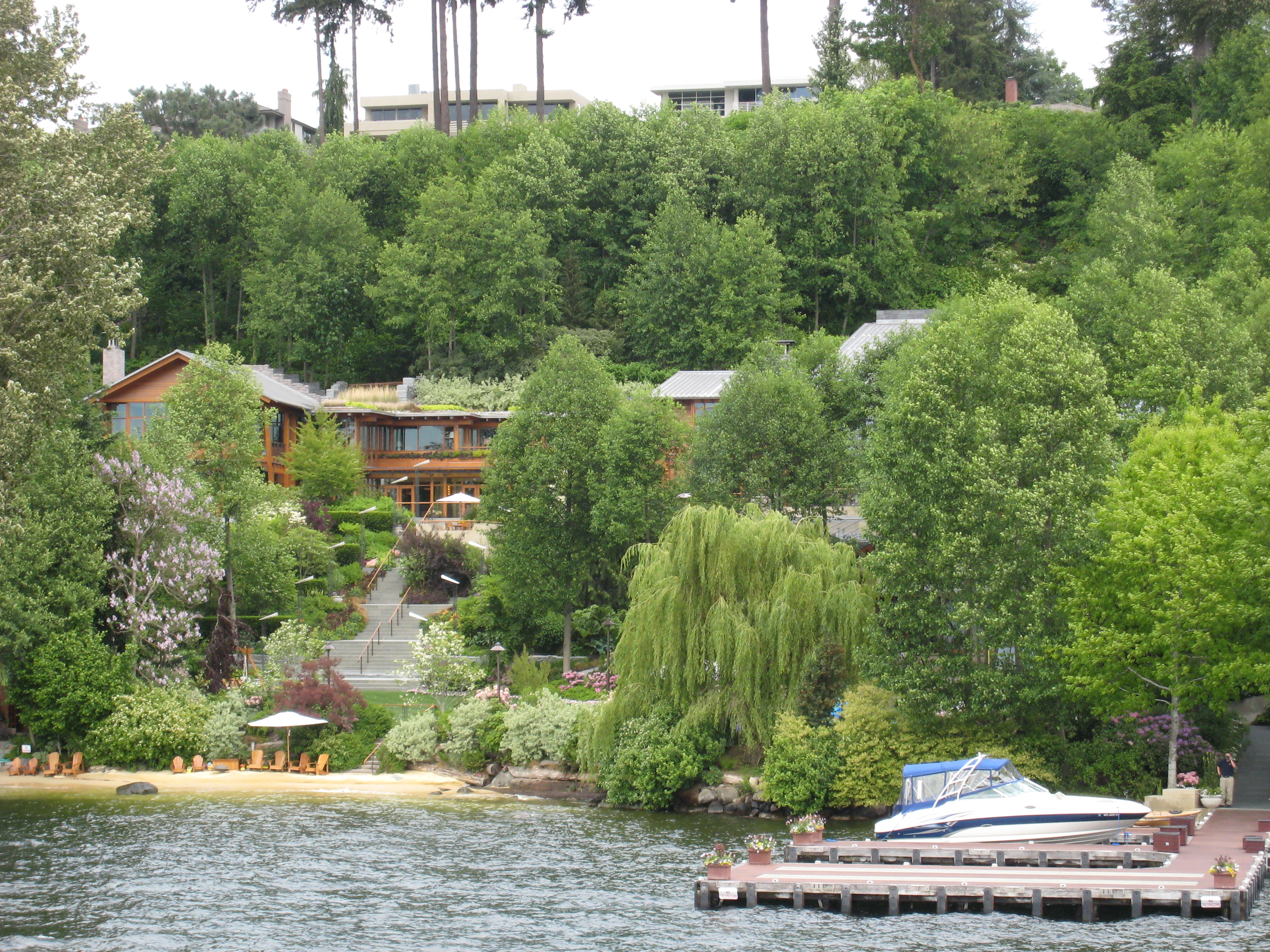
Maison de Bill Gates près de Seattle.

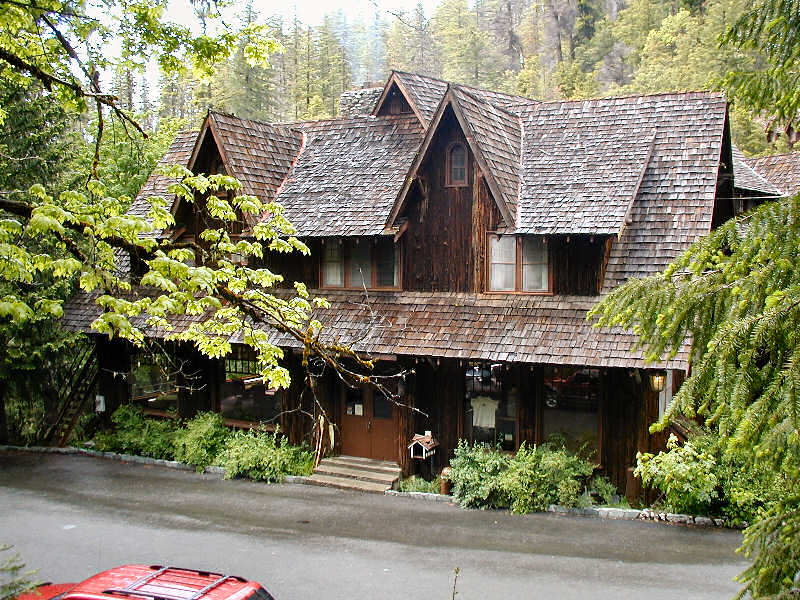
Hôtel dans l'état d'Oregon.

Le style Pacific Lodge est un style d'architecture d'Amérique du Nord mal défini, fondé sur des notions vagues de maisons en cèdre qui rappellent les cabanes des premiers habitants de la région Nord-Ouest Pacifique des États-Unis et du Canada. 

## Caractéristique
Ce style peut être vu dans les hôtels historiques traditionnels dans les réserves autochtones, et dans les maisons de certains habitants aisés de Seattle. Ce style de maison est construit de préférence dans des zones boisées, et en bord de l'Océan Pacifique. 

## Exemples
La Maison de Bill Gates est un exemple célèbre de style Pacifique Lodge.